# Castagnole Monferrato
Castagnole Monferrato – miejscowość i gmina we Włoszech, w regionie Piemont, w prowincji Asti.
Według danych na styczeń 2009 gminę zamieszkiwało 1305 osób przy gęstości zaludnienia 75,6 os./1 km².